# クリスピン・グレイ
クリスピン・グレイ（Crispin Gray、1963年 - ）は、イングランドのギタリスト、ソングライター。彼のバンドであるデイジー・チェインソーとクイーンアドリーナで最もよく知られている。グレイは、ディジー・Q・ヴィッパー (Dizzy Q Viper)、ヴァピッドリー (Vapid Dolly)、ザ・ドッグボーンズ (The Dogbones)でも演奏している。現在はスターシャ・リー (Starsha Lee)のメンバーを務めている。彼の大叔父はイギリスの詩人ジョン・グレイであり、オスカー・ワイルドの『ドリアン・グレイの肖像』にインスピレーションを与えたとされる人物と言われている。2022年に、グレイは初のソロ・プロジェクトであるエイリアン・エアフォース (Alien Airforce)をパブリック・プレッシャーからリリース予定。

## ディスコグラフィ

### デイジー・チェインソー
- Love Sick Pleasure (1991年、Deva) ※EP
- Pink Flower (1992年、Deva) ※EP
- Hope Your Dreams Come True (1992年、Deva) ※EP
- 『イレヴンティーン』 - Eleventeen (1992年、One Little Indian)
- 『フォー・ゼイ・ノウ・ノット・ホワット・ゼイ・ドゥ』 - For They Know Not What They Do (1994年、One Little Indian)
- You're Gruesome (1995年、95 Cheapskates) ※EP

### ディジー・Q・ヴィッパー
- Losers Like You (1996年、Blue Angel) ※EP
- Uncle Cracking Bone (1996年、Blue Angel) ※EP

### ヴァピッドリー
- 『ザ・クイーン・オブ・プシュードウ・サイコス』 - The Queen of Pseudo Psychos (1997年、Epic/Sony)

### クイーンアドリーナ
- 『タクシダーミー』 - Taxidermy (2000年、Blanco y Negro)
- Drink Me (2002年、Rough Trade)
- 『ブッチャー&バタフライ』 - The Butcher and the Butterfly (2005年、One Little Indian)
- 『ライブ・アット・ザ・ICA』 - Live at the ICA (2005年、One Little Indian) ※ライブ
- 『ライド・ア・コック・ホース』 - Ride a Cock Horse (2007年)
- 『ジン』 - Djin (2008年、Imperial)

### ザ・ドッグボーンズ
- 『ザ・ドッグボーンズ』 - The Dogbones (2010年、Buzzsaw)

### Ultra Grand Supreme
- Antiques Rock Show (2017年) ※デジタルのみ

### スターシャ・リー
- Post-God Metaphysics (2018年、Syndicol Music)
- Plausible Hate (2018年、Syndicol Music) ※EP
- Love Is Superficial (2019年、Cadiz Entertainment) ※EP
- Killing Heteronomy (2021年) ※デジタルのみ[4]
- Resting In Murder (2022年) ※デジタルのみ[4]
- Damnatio Memoriae (2022年、Cadiz Entertainment) ※EP